# Shibogama Lake
Shibogama Lake är en sjö i Kanada.   Den ligger i Kenora District och provinsen Ontario, i den östra delen av landet, 1 300 km nordväst om huvudstaden Ottawa. Shibogama Lake ligger 177 meter över havet. Arean är 113 kvadratkilometer. Den sträcker sig 18,6 kilometer i nord-sydlig riktning, och 23,0 kilometer i öst-västlig riktning.
Trakten runt Shibogama Lake är nära nog obefolkad, med mindre än två invånare per kvadratkilometer.